# 国道432号

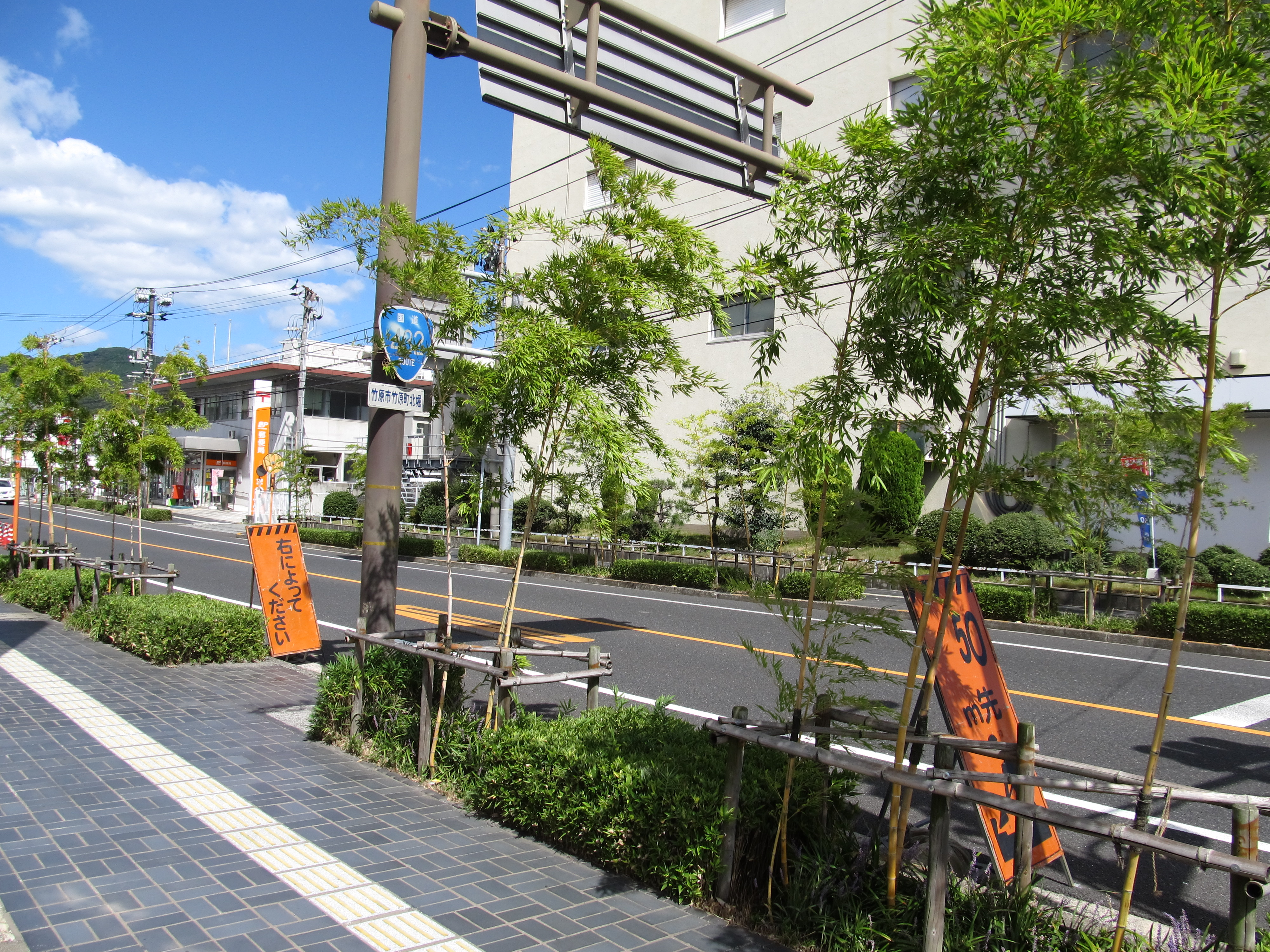
起点の竹原市中央、竹原市役所付近（2013年9月）

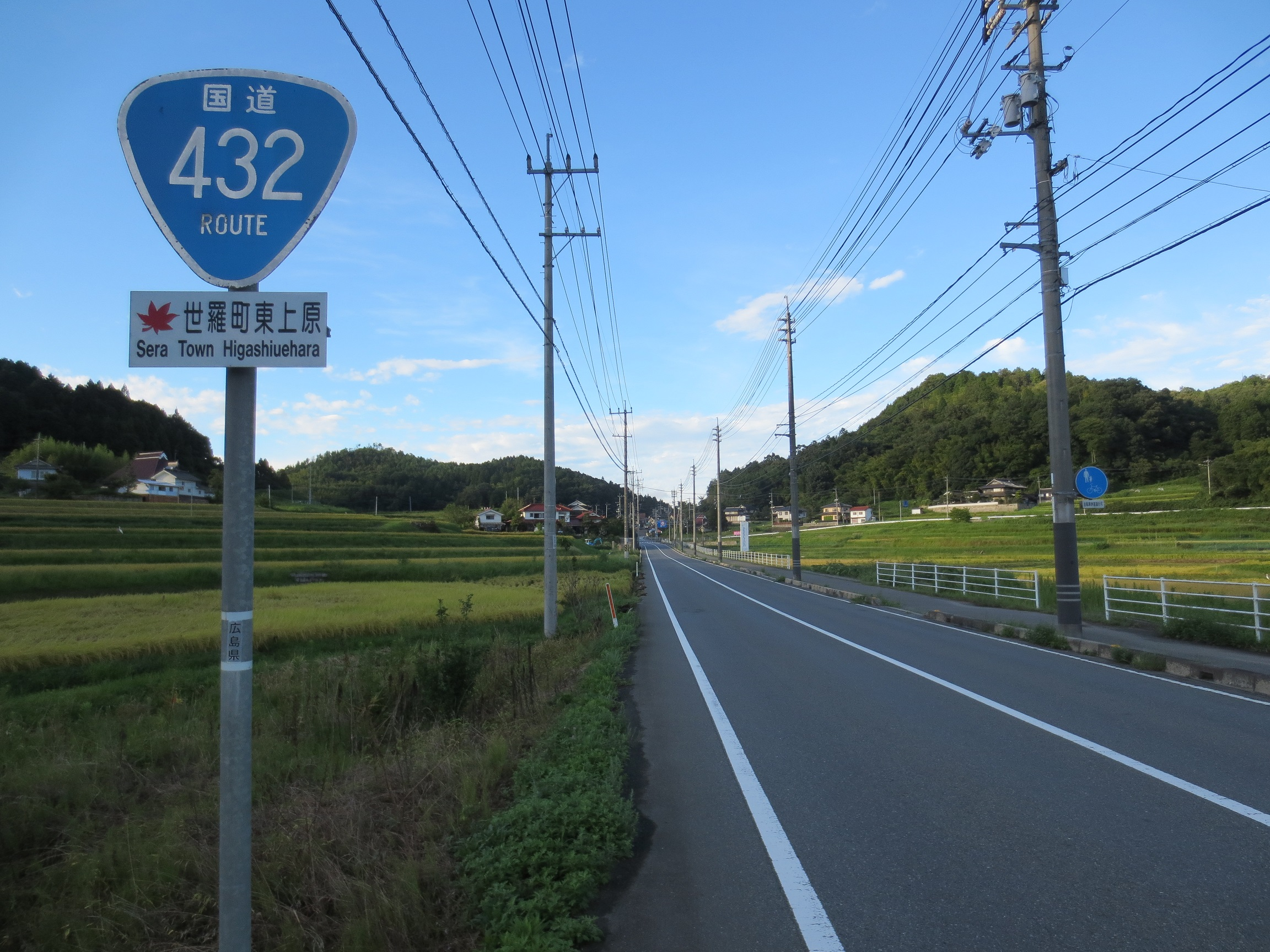
世羅町東上原付近（2013年9月）。

国道432号（こくどう432ごう）は、広島県竹原市から島根県松江市に至る一般国道である。

## 概要

### 路線データ
一般国道の路線を指定する政令に基づく起終点および重要な経過地は次のとおり。
- 起点：竹原市（竹原市役所南交差点 = 国道185号交点）
- 終点：松江市（相生町交差点 = 国道9号交点、国道54号・国道180号終点）
- 重要な経過地：広島県賀茂郡大和町[注釈 2]、同県世羅郡世羅町、同郡甲山町[注釈 3]、庄原市、島根県仁多郡仁多町[注釈 4]
- 総延長 : 212.0 km（島根県 73.2 km、広島県 138.8 km）重用延長を含む[2][注釈 5]
- 重用延長 : 4.1 km（島根県 2.3 km、広島県 1.8 km）[2][注釈 5]
- 未供用延長 : なし[2][注釈 5]
- 実延長 : 207.9 km（島根県 70.9 km、広島県 137.0 km）[2][注釈 5]
  - 現道 : 203.7 km（島根県 69.7 km、広島県 134.0 km）[2][注釈 5]
  - 旧道 : 3.3 km（島根県 0.2 km、広島県 3.1 km）[2][注釈 5]
  - 新道 : 0.9 km（島根県 0.9 km、広島県 - km）[2][注釈 5]
- 指定区間：なし[3]

## 歴史
- 1982年（昭和57年）4月1日 - 広島県竹原市 - 島根県松江市を結ぶ一般国道として昇格施行

前身は、起点側から順に、昇格直前当時の広島県道29号竹原吉田線の一部（竹原市 - 賀茂郡大和町）、広島県道30号河内甲山線の全線、広島県道25号三原東城線の一部（世羅郡甲山町 - 甲奴郡上下町）、広島県道24号福山庄原線の一部（甲奴郡上下町 - 庄原市）、広島県道44号庄原新市線のほぼ全線（一部旧道区間は広島県道467号庄原新市線に移行）、広島県道・島根県道10号三次安来線の一部（広島県比婆郡高野町 - 島根県能義郡広瀬町）、島根県道37号松江広瀬線の全線。このうち、広島県道25号三原東城線については現在も重複指定されている。
- 2022年（令和4年）1月16日 - 大庭バイパスの一部区間（200 m、古志原鼻曲交差点）が開通[5][6]。

## 路線状況

### バイパス・改良事業など
- 広島県
  - 竹原バイパス（竹原市下野町 - 同市新庄町、延長4.3 km）
  - 世羅バイパス（世羅郡世羅町寺町 - 世羅郡世羅町本郷）
  - 甲山バイパス（世羅郡世羅町本郷 - 世羅郡世羅町川尻）
- 島根県
  - 菅原広瀬バイパス（安来市広瀬町菅原 - 同市広瀬町祖父谷、延長4.0 km）
  - 東岩坂バイパス（松江市八雲町東岩坂 - 同市八雲町日吉、延長8.6 km）
  - 大庭バイパス（松江市内、延長1.9 km）
  - 古志原工区（松江市内、延長0.84 km）

### 道路施設

#### 道の駅
- 広島県
  - よがんす白竜（三原市）
  - 世羅（世羅郡世羅町）
  - リストアステーション（庄原市）
- 島根県
  - 酒蔵奥出雲交流館（仁多郡奥出雲町）
  - 広瀬・富田城（安来市）

### 交通量
24時間交通量（台）　道路交通センサス
| 観測地点           | 令和3（2021）年度 |
| ------------------ | ----------------- |
| 竹原市下野町       | 11,970            |
| 東広島市河内町小田 | 01,982            |
| 三原市大和町下徳良 | 03,621            |
| 世羅町本郷         | 11,130            |
| 世羅町西上原       | 07,750            |
| 府中市上下町上下   | 04,150            |
| 庄原市新庄町       | 04,843            |
| 庄原市川手町       | 05,201            |

（出典：「令和3年度道路交通センサス」（国土交通省ホームページ）より一部データを抜粋して作成）

## 地理

### 通過する自治体
- 広島県
  - 竹原市 - 東広島市 - 三原市 - 世羅郡世羅町 - 府中市 - 庄原市
- 島根県
  - 仁多郡奥出雲町 - 安来市 - 松江市

### 交差する道路
| 交差する道路                                                                                  | 都道府県名 | 市町村名 | 市町村名 | 交差する場所               | 交差する場所                         |
| --------------------------------------------------------------------------------------------- | ---------- | -------- | -------- | -------------------------- | ------------------------------------ |
| 国道185号 広島県道246号竹原港線                                                               | 広島県     | 竹原市   | 竹原市   | 中央4丁目                  | 竹原市役所南交差点 / 起点            |
| 国道2号                                                                                       | 広島県     | 竹原市   | 竹原市   | 新庄町                     | 新庄交差点                           |
| E2 山陽自動車道 広島県道73号広島空港線                                                        | 広島県     | 東広島市 | 東広島市 | 河内町入野（にゅうの）     | 河内インター入口交差点 25 河内IC     |
| 広島県道59号東広島本郷忠海線                                                                  | 広島県     | 東広島市 | 東広島市 | 河内町入野                 | 新岡広橋交差点                       |
| 広島県道33号瀬野川福富本郷線 重複区間起点                                                     | 広島県     | 東広島市 | 東広島市 | 河内町上河内（かみごうち） | 上河内（かみこうち）交差点           |
| 広島県道33号瀬野川福富本郷線 重複区間終点                                                     | 広島県     | 東広島市 | 東広島市 | 河内町中河内（なかごうち） |                                      |
| 広島県道468号河内停車場線                                                                     | 広島県     | 東広島市 | 東広島市 | 河内町中河内               | 農協会館前交差点                     |
| 広島県道348号小田白市線                                                                       | 広島県     | 東広島市 | 東広島市 | 河内町小田                 |                                      |
| 国道486号                                                                                     | 広島県     | 三原市   | 三原市   | 大和町和木                 | 和木交差点                           |
| 広島県道49号本郷大和線 広島県道154号大和久井線 広島県道343号下徳良本郷線                      | 広島県     | 三原市   | 三原市   | 大和町下徳良               | 下徳良交差点                         |
| フルーツロード                                                                                | 広島県     | 三原市   | 三原市   | 大和町下徳良               | 大和工業団地東口交差点               |
| 広島県道45号三次大和線                                                                        | 広島県     | 三原市   | 三原市   | 大和町萩原（はいばら）     |                                      |
| 広島県道409号津口国兼線                                                                       | 広島県     | 世羅郡   | 世羅町   | 大字賀茂                   |                                      |
| フルーツロード                                                                                | 広島県     | 世羅郡   | 世羅町   | 大字賀茂                   | 賀茂交差点                           |
| 広島県道52号世羅甲田線                                                                        | 広島県     | 世羅郡   | 世羅町   | 大字賀茂                   |                                      |
| 広島県道408号中安田田打線                                                                     | 広島県     | 世羅郡   | 世羅町   | 大字京丸                   | 京丸交差点                           |
| 国道184号                                                                                     | 広島県     | 世羅郡   | 世羅町   | 大字本郷                   | 本郷交差点                           |
| 広島県道25号三原東城線 重複区間起点                                                           | 広島県     | 世羅郡   | 世羅町   | 大字西上原                 | 甲山バイパス東口交差点               |
| 広島県道51号甲山甲奴上市線                                                                    | 広島県     | 世羅郡   | 世羅町   | 大字西上原                 |                                      |
| E54 尾道自動車道                                                                              | 広島県     | 世羅郡   | 世羅町   | 大字川尻                   | 世羅インター入口交差点 2 世羅IC      |
| 広島県道405号東上原中原線                                                                     | 広島県     | 世羅郡   | 世羅町   | 大字東上原                 | 小草交差点                           |
| 世羅広域農道 / 世羅高原ふれあいロード                                                         | 広島県     | 世羅郡   | 世羅町   | 大字伊尾                   | 上伊尾交差点                         |
| 広島県道56号府中世羅三和線 重複区間起点                                                       | 広島県     | 世羅郡   | 世羅町   | 大字伊尾                   |                                      |
| 広島県道56号府中世羅三和線 重複区間終点                                                       | 広島県     | 世羅郡   | 世羅町   | 大字伊尾                   | 伊尾交差点                           |
| 広島県道421号矢多田阿字線 広島県道427号宇賀矢野線                                             | 広島県     | 府中市   | 府中市   | 上下町矢多田               |                                      |
| 広島県道24号府中上下線                                                                        | 広島県     | 府中市   | 府中市   | 上下町井永                 | 矢多田交差点                         |
| 広島県道25号三原東城線 重複区間終点 広島県道27号吉舎油木線 重複区間起点                       | 広島県     | 府中市   | 府中市   | 上下町上下                 | 上下交差点                           |
| 広島県道221号上下停車場線                                                                     | 広島県     | 府中市   | 府中市   | 上下町上下                 | 上下駅前交差点                       |
| 広島県道403号別迫上下線                                                                       | 広島県     | 府中市   | 府中市   | 上下町上下                 |                                      |
| 広島県道27号吉舎油木線 重複区間終点                                                           | 広島県     | 府中市   | 府中市   | 上下町上下                 | 甲奴分かれ交差点                     |
| 広島県道423号原谷神石線                                                                       | 広島県     | 庄原市   | 庄原市   | 総領町亀谷                 |                                      |
| 広島県道414号高光総領線                                                                       | 広島県     | 庄原市   | 庄原市   | 総領町亀谷                 |                                      |
| 広島県道51号甲山甲奴上市線 広島県道78号三良坂総領線                                           | 広島県     | 庄原市   | 庄原市   | 総領町稲草                 | 上市交差点                           |
| 広島県道23号庄原東城線                                                                        | 広島県     | 庄原市   | 庄原市   | 春田町（しゅんだちょう）   |                                      |
| 広島県道443号実留春田線                                                                       | 広島県     | 庄原市   | 庄原市   | 春田町                     |                                      |
| 備北広域農道                                                                                  | 広島県     | 庄原市   | 庄原市   | 是松町（これまつちょう）   | 是松交差点                           |
| E2A 中国自動車道                                                                              | 広島県     | 庄原市   | 庄原市   | 板橋町                     | 庄原インターチェンジ交差点 21 庄原IC |
| 国道183号 重複区間起点 広島県道231号庄原停車場線                                              | 広島県     | 庄原市   | 庄原市   | 新庄町                     | 新庄町交差点                         |
| 広島県道61号三次庄原線                                                                        | 広島県     | 庄原市   | 庄原市   | 板橋町                     | 板橋町交差点                         |
| 国道183号 重複区間終点                                                                        | 広島県     | 庄原市   | 庄原市   | 上原町（かみはらちょう）   | 備北丘陵公園北入口交差点             |
| 広島県道422号中領家庄原線                                                                     | 広島県     | 庄原市   | 庄原市   | 西本町2丁目                | 庄原税務署（東）交差点               |
| 広島県道62号庄原作木線                                                                        | 広島県     | 庄原市   | 庄原市   | 川北町                     | 門田（もんで）分かれ交差点           |
| 広島県道445号中迫川北線                                                                       | 広島県     | 庄原市   | 庄原市   | 川北町                     |                                      |
| 広島県道467号庄原新市線                                                                       | 広島県     | 庄原市   | 庄原市   | 川北町                     |                                      |
| 広島県道458号川北七塚線                                                                       | 広島県     | 庄原市   | 庄原市   | 川北町                     |                                      |
| 広島県道467号庄原新市線 重複区間起点                                                          | 広島県     | 庄原市   | 庄原市   | 比和町木屋原               |                                      |
| 広島県道58号西城比和線                                                                        | 広島県     | 庄原市   | 庄原市   | 比和町比和                 |                                      |
| 広島県道255号比婆山公園森脇線                                                                 | 広島県     | 庄原市   | 庄原市   | 比和町森脇                 |                                      |
| 島根県道・広島県道110号奥出雲高野線                                                           | 広島県     | 庄原市   | 庄原市   | 高野町上湯川               |                                      |
| 広島県道39号三次高野線 広島県道186号新市三次線 広島県道467号庄原新市線 重複区間終点           | 広島県     | 庄原市   | 庄原市   | 高野町新市                 |                                      |
| 島根県道38号掛合上阿井線                                                                      | 島根県     | 仁多郡   | 奥出雲町 | 上阿井                     |                                      |
| 島根県道49号上阿井八川線                                                                      | 島根県     | 仁多郡   | 奥出雲町 | 上阿井                     |                                      |
| 島根県道51号出雲奥出雲線                                                                      | 島根県     | 仁多郡   | 奥出雲町 | 三沢                       |                                      |
| 島根県道25号玉湯吾妻山線 島根県道270号下横田出雲三成停車場線 重複                             | 島根県     | 仁多郡   | 奥出雲町 | 三成                       |                                      |
| 国道314号 重複区間起点                                                                        | 島根県     | 仁多郡   | 奥出雲町 | 三成                       |                                      |
| 国道314号 重複区間終点                                                                        | 島根県     | 仁多郡   | 奥出雲町 | 三成                       |                                      |
| 島根県道156号木次横田線 重複区間起点                                                          | 島根県     | 仁多郡   | 奥出雲町 | 郡                         |                                      |
| 島根県道156号木次横田線 重複区間終点                                                          | 島根県     | 仁多郡   | 奥出雲町 | 亀嵩                       |                                      |
| 島根県営広域営農団地農道大仁地区 / 大仁広域農道                                               | 島根県     | 仁多郡   | 奥出雲町 | 亀嵩                       |                                      |
| 島根県道258号草野横田線 重複区間起点                                                          | 島根県     | 安来市   | 安来市   | 広瀬町西比田               |                                      |
| 島根県道258号草野横田線 重複区間終点                                                          | 島根県     | 安来市   | 安来市   | 広瀬町梶福留               |                                      |
| 島根県道274号東比田布部線                                                                     | 島根県     | 安来市   | 安来市   | 広瀬町布部                 |                                      |
| 島根県道257号布部安来線                                                                       | 島根県     | 安来市   | 安来市   | 広瀬町布部                 |                                      |
| 島根県道45号安来木次線 重複区間起点                                                           | 島根県     | 安来市   | 安来市   | 広瀬町広瀬                 |                                      |
| 島根県道45号安来木次線 重複区間終点 鳥取県道・島根県道102号米子広瀬線 島根県道180号広瀬荒島線 | 島根県     | 安来市   | 安来市   | 広瀬町広瀬                 |                                      |
| 島根県道53号大東東出雲線                                                                      | 島根県     | 松江市   | 松江市   | 八雲町東岩坂               |                                      |
| 島根県道248号神魂神社線                                                                       | 島根県     | 松江市   | 松江市   | 大庭町                     |                                      |
| 島根県道247号八重垣神社竹矢線                                                                 | 島根県     | 松江市   | 松江市   | 大庭町                     |                                      |
| E9 山陰自動車道 島根県道21号松江島根線                                                        | 島根県     | 松江市   | 松江市   | 上乃木（あげのぎ）5丁目    | 25 松江中央IC                        |
| 島根県道246号八重垣神社線                                                                     | 島根県     | 松江市   | 松江市   | 上乃木3丁目                |                                      |
| 国道9号 国道54号 国道180号 島根県道21号松江島根線 / 旧道                                      | 島根県     | 松江市   | 松江市   | 雑賀町                     | 相生町交差点 / 終点                  |

### 峠
- 広島県
  - 粟石峠（庄原市・旧総領町 - 旧庄原市間の境）
  - 王居峠（庄原市・旧比和町 - 旧高野町間の境）
  - 王貫峠（庄原市 - 島根県仁多郡奥出雲町間の境）
- 島根県
  - 久比須峠（仁多郡奥出雲町 - 安来市間の境）